# Scott Sidney
Scott Sidney, nato Harry Wilbur Siggins (1872 – Londra, 20 luglio 1928), è stato un regista statunitense.

## Filmografia parziale
- The Narcotic Spectre - cortometraggio (1914)
- Romance of Sunshine Alley - cortometraggio (1914)
- The Play's the Thing - cortometraggio (1914)
- Desert Gold - cortometraggio (1914)
- The Adventures of Shorty, co-regia di Francis Ford - cortometraggio (1914)
- Freckles - cortometraggio (1914) (1914)
- Shorty's Sacrifice - cortometraggio (1914)
- The Card Sharps - cortometraggio (1914)
- The Wharf Rats - cortometraggio (1914)
- From Out of the Dregs - cortometraggio (1914)
- Desert Thieves - cortometraggio (1914)
- The Curse of Humanity - cortometraggio (1914)
- The Thunderbolt - cortometraggio (1914)
- The Gangsters and the Girl - cortometraggio (1914)
- The Old Love's Best - cortometraggio (1914)
- Stacked Cards, co-regia di Thomas H. Ince - cortometraggio (1914)
- Parson Larkin's Wife - cortometraggio (1914)
- Jimmy - cortometraggio (1914)
- The Spark Eternal - cortometraggio (1914)
- The Worth of a Life - cortometraggio (1914)
- The Friend
- The Hateful God
- A Crook's Sweetheart
- Not of the Flock
- A Flower in the Desert
- The Deadly Spark
- The Scrub
- A Lucky Blowout
- The Bottomless Pit
- College Days - cortometraggio (1915)
- A Case of Poison
- Shorty Among the Cannibals
- The Shoal Light
- The Toast of Death
- Shorty's Ranch
- Never Again - cortometraggio (1915)
- Matrimony (1915)
- The Winged Idol (1915)
- The Painted Soul
- The Green Swamp (1916)
- Due begli occhi (Bullets and Brown Eyes) (1916)
- The Waifs (1916)
- Willie's Wobbly Ways
- The Road to Love (1916)
- Her Own People (1917)
- The College Boys' Special
- The Mystery of the Burning Freight
- The Lone Point Feud
- The Railroad Smugglers
- A Two-Cylinder Courtship
- Tarzan of the Apes (1918)

- 813 (1920)
- The Adventures of Tarzan, co-regia di Robert F. Hill (1921)
- A Rambling Romeo - cortometraggio (1922)
- Oh, Promise Me
- Bucking Broadway (1922)
- The Son of a Sheik, co-regia di Al Christie - cortometraggio (1922)
- Ocean Swells (1922)
- Chop Suey - cortometraggio (1922)
- Hazel from Hollywood - cortometraggio (1923)

- Hold Your Breath (1924)

- Reckless Romance (1924)

- Charley's Aunt (1925)
- Seven Days (1925)

- The Wrong Mr. Wright (1927)

- No Control, co-regia di E.J. Babille (1927)